# Praderas alpinas del Hindú Kush
La ecorregión de praderas alpinas del Hindú Kush (WWF ID: PA1005) cubre una parte de la cordillera del Hindú Kush en el norte de Afganistán. La mayor parte del terreno tiene entre 3000 y 4000 metros de altura. Esta parte del Hindú Kush es muy montañosa, con fuertes pendientes. Aproximadamente la mitad de la pradera alpina está formada por rocas desnudas o suelos de grava con escasa vegetación. El resto sustenta una cubierta herbácea de pastos y plantas en cojín. La ocupación humana es escasa y se encuentra principalmente en los cursos de los ríos en los valles.

## Localización
La ecorregión se presenta en dos secciones de gran altitud, atravesadas por la ecorregión de bosques xéricos de Paropamisus, que tiene un promedio de elevación de 2000 metros más bajo. La elevación más alta de la ecorregión es de 6516 metros; el más bajo es de 1104 metros. Al norte, al otro lado de la frontera con Tayikistán, se encuentra la ecorregión de bosques abiertos de Gissaro-Alai en una extensión occidental de las montañas Tian Shan.
Gran parte del suelo es roca desnuda o suelo de leptosol (grava), aunque el suelo suele ser de gran fertilidad.

## Clima
El clima característico de la ecorregión es un clima continental húmedo: subtipo de verano cálido y seco (clasificación climática de Köppen Dsb), con grandes diferencias de temperatura estacionales y un verano cálido (ningún mes promedia más de 22 °C (71,6 °F), y al menos cuatro meses con un promedio de más de 10 °C (50,0 °F). El mes más seco entre abril y septiembre tiene menos de ⅓ de la precipitación del mes más lluvioso.

## Flora y fauna
Las flora presente en la ecorregión han desarrollado adaptaciones a las condiciones duras, frías y áridas típicas de la zona. Debido a la fertilidad del suelo donde existe, y a la humedad procedente del deshielo, existen extensos campos de praderas alpinas. Las plantas en cojín crecen en zonas rocosas, logrando cierta protección contra el frío al atrapar el calor en el suelo.
En lo referente a la fauna, en la ecorregión se han registrado más de 200 especies de vertebrados. Los animales de mayor interés para la conservación incluyen el argalí (Ovis ammon), el casi amenazado oso negro asiático (Ursus thibetanus), la casi amenazada nutria europea (Lutra lutra), el casi amenazado marjor (Capra falconeri), la casi amenazada comadreja de montaña (Mustela altaica), el vulnerable murciélago de cueva (Miniopteris schreibersi), el vulnerable leopardo de las nieves (Panthera uncia), la casi amenazada hiena rayada (Hyaena hyaena) y el en peligro de extinción ciervo almizclero del Himalaya (Moschus leucogaster).

## Áreas protegidas
No existen áreas protegidas en la ecorregión.